# Natalja Baranowska
Natalja Baranowska (ros. Наталья Барановская), Natalia Chatziloizou (gr. Ναταλία Χατζηλοΐζου; ur. 23 marca 1979 w Witebsku) – białoruska, a następnie cypryjska pływaczka, trzykrotna olimpijka, medalistka mistrzostw świata i mistrzostw Europy.
Wzięła udział w trzech igrzyskach olimpijskich – w 1996 i 2000 jako reprezentantka Białorusi oraz w 2008 jako reprezentantka Cypru.

## Osiągnięcia

### Mistrzostwa świata na krótkim basenie
- 2000 Ateny: 200 m stylem dowolnym – brązowy medal[1]

### Mistrzostwa Europy na długim basenie
- 1999 Stambuł: 200 m stylem dowolnym – srebrny medal
- 2000 Helsinki: 200 m stylem dowolnym – złoty medal, 400 m stylem dowolnym – brązowy medal[1]

### Mistrzostwa świata na krótkim basenie
- 1999 Lizbona: 400 m stylem dowolnym – srebrny medal, 200 m stylem dowolnym – brązowy medal[1]